# Porcellium collicola
Porcellium collicola är en kräftdjursart som först beskrevs av Karl Wilhelm Verhoeff1907.  Porcellium collicola ingår i släktet Porcellium och familjen Trachelipodidae. Inga underarter finns listade i Catalogue of Life.